# Adarnases I
Adarnases I — ადარნასე I en georgià o Adarnerseh ადრნერსე, també Atrnerseh—fou un príncep-primat d'Ibèria a Kakhètia de la dinastia dels cosròides, que va regnar del 627 al 637/642.
Segon Cyril Toumanoff, Adarnases era el fill de Bakur III, el darrer rei d'Ibèria, i duc hereditari (eristavi) de Kakhètia. El 627 va ajudar els romans d'Orient i khàzars durant el setge de Tiflis, i fou fet "príncep hereditari d'Ibèria" per l'emperador romà d'Orient Heracli I, que va fer executar al príncep pro-sassànida Esteve I d'Ibèria. En algun moment, entre 637 i 642 (després de la batalla d'al-Qadisiyya i abans de la Nihawand), va unir les seves forces amb el príncep albanès Javanshir en un atac contra una guarnició persa a Aghuània.
Segons l'historiador del segle vii Moisès Daskhurantsi, Adarnases I portava tres títols romans d'Orient. És per això que l'historiador Vakhtang Jobadze l'identifica amb el cònsol honorari Adarnases (Adarnases Hypatos), esmentat en una inscripció del monestir de la Creu, a Mtskheta. Cyril Toumanoff, d'acord amb Daskhurantsi, creu que l'Adarnases de Mtskheta era en realitat Adarnases II d'Ibèria, el net d'Adarnases I. Els seus altres títols podrien ser patrici i strelates.
De la seva esposa o d'una concubina va tenir un sol fill, Esteve II d'Ibèria, príncep primat d'Ibèria